# 波兰王府邸

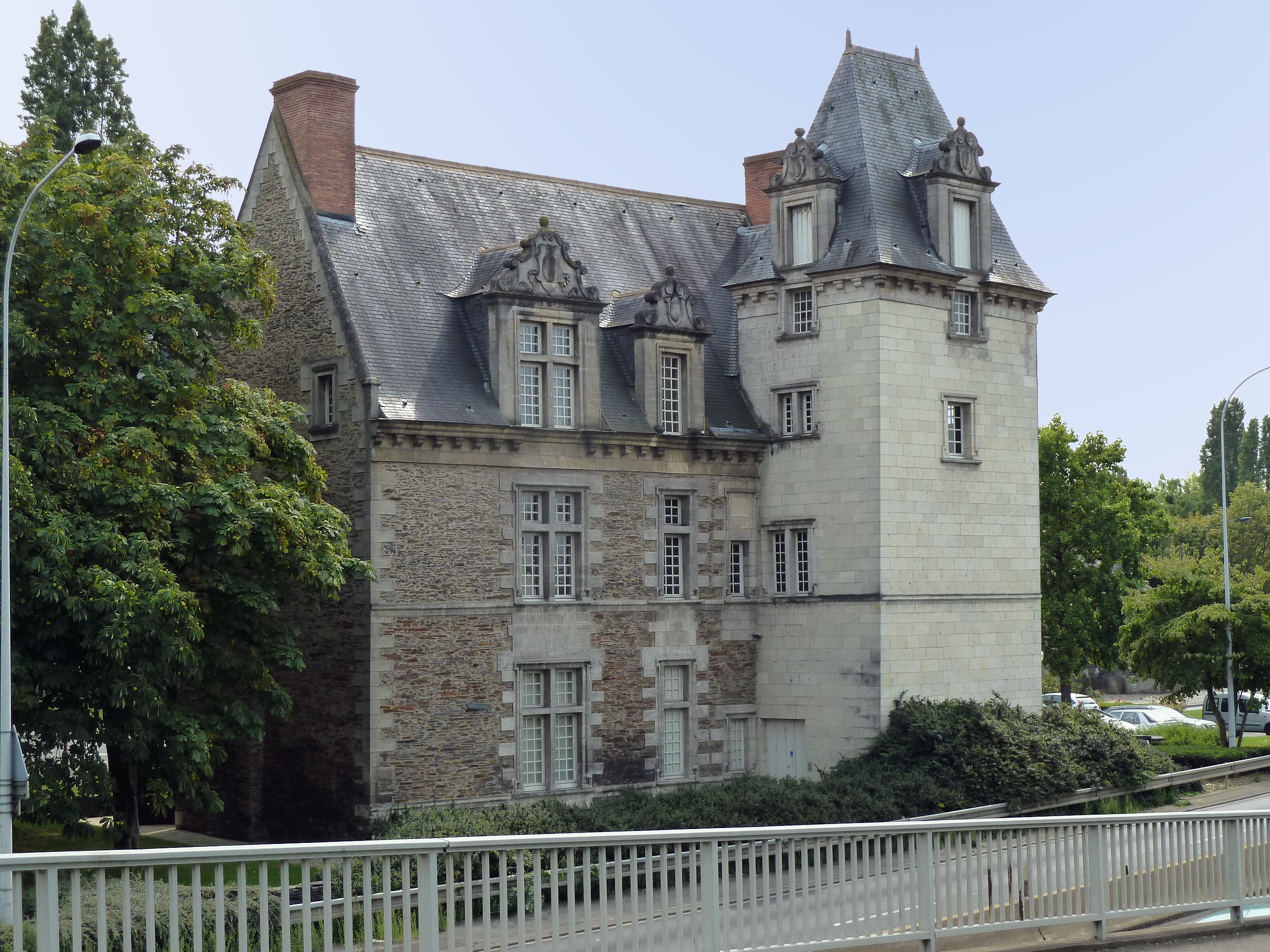
波兰王府邸

波兰王府邸（法語：Hôtel du Roi-de-Pologne）是法国曼恩-卢瓦尔省昂热的一座历史建筑，建于17世纪。
该建筑于1922年列为法国历史古迹。